# Fate/Zero
Fate/Zero (フェイト／ゼロ Feito/Zero) là một light novel do Urobuchi Gen viết và Takeuchi Takashi minh họa, và là một tiền truyện cho tiểu thuyết Fate/stay Night của Type-Moon. Nội dung bộ tiểu thuyết nói về sự kiện của Cuộc Chiến Chén Thánh lần thứ tư, xảy ra 10 năm trước Cuộc Chiến Chén Thánh lần thứ năm của Fate/Stay Night và Fate/Stay Night - Unlimited Blade Works cùng Fate/Stay night - Heaven's Feel, với nhân vật chính là Emiya Kiritsugu (cha nuôi của Emiya Shirou) và Irisviel von Einzbern (mẹ của Illya). Tập đầu tiên của bộ tiểu thuyết được phát hành vào ngày 29 tháng 9 năm 2006, đây là một sự cộng tác giữa Type-Moon và bên khai triển sản phẩm đồng chí Nitroplus. Tập hai được ra mắt ngày 31 tháng 3 năm 2007. Tập ba ra mắt vào ngày 27 tháng 7 năm 2007. Tập thứ tư và cũng là tập cuối cùng phát hành vào ngày 29 tháng 12 năm 2007, cùng với Soundtrack hình nguyên bản Fate/Zero "Return to Zero - Điểm đến Hư Không". Bốn bộ của Drama CDs được phát hành từ năm 2008 đến 2010. Một anime chuyển thể đã được sản xuất bởi Ufotable. Mùa đầu tiên của anime được khởi chiếu từ ngày 1 tháng 10 năm 2011 đến ngày 24 tháng 12 năm 2011, và mùa thứ hai của anime được phát sóng từ ngày 7 tháng 4 năm 2012 đến ngày 23 tháng 6 năm 2012.

## Cốt truyện
Câu chuyện của Fate/Zero là Cuộc Chiến Chén Thánh lần IV, lấy bối cảnh 10 năm trước sự kiện Cuộc Chiến Chén Thánh (Holy Grail War) lần V của Fate/Stay Night và Fate/Stay Night - Unlimited Blade Works cùng Fate/Stay night - Heaven's Feel, chi tiết sự kiện Cuộc Chiến Chén Thánh lần IV xảy ra tại thành phố Fuyuki, Nhật Bản. Cuộc đối đầu giữa 7 Master cùng 7 Servant được triệu hồi đến thế giới thực với mong muốn chạm tay vào Chén Thánh. Tình yêu, lòng thù hận, sự nuối tiếc quá khứ và khát vọng hào quang chói lòa, đã trói buộc linh hồn của những chiến binh huyền thoại trong lịch sử để rồi được Chén Thánh lựa chọn tham gia vào cuộc chiến.  
Cuộc Chiến Chén Thánh (The Holy Grail War) là cuộc chiến được sáng lập bởi "Ngự Tam Khởi Thủy" - "Tam Đại Gia Tộc" pháp sư lớn, có nguồn gốc lâu đời là: Einzbern, Matou và Tōsaka từ một thế kỷ trước như một phương kế "Chạm đến Căn Nguyên". Trong đó, 7 Pháp sư (7 Master) được chọn sẽ triệu hồi 7 Anh linh (7 Servant) cùng cạnh tranh, tham gia vào một Trận Tử Chiến Tàn Khốc để giành được sức mạnh của Chén Thánh (Holy Grail), một Thánh Tích huyền thoại - một Thánh Vật quyền năng có khả năng ban tặng một điều ước cho mỗi thành viên của bộ đôi thắng cuộc. Sau ba cuộc chiến bỏ lửng bởi Chén Thánh khó nắm bắt, cuộc chiến lần IV bắt đầu.
Gia tộc Einzbern đã quyết tâm để đạt được chiến thắng sau ba lần bất thành liên tiếp, không vật phẩm cho cái giá phải trả. Sau kết quả trắng tay đó, họ đã chỉ định người đại diện sức mạnh ma pháp cho gia tộc: một Sát thủ Pháp sư máu lạnh, đồng thời là "Thừa Hành Giả" tên là Kiritsugu Emiya (cha nuôi sau này của Emiya Shirou, chồng của Irisviel von Einzbern, bố đẻ của Illya) nhưng mong muốn cả thế giới được hòa bình, hạnh phúc; bất chấp những phương pháp và danh tiếng của Kiritsugu Emiya như một lính đánh thuê thiện chiến và một hitman - người làm bất cứ điều gì anh có thể sử dụng để đạt được mục tiêu. Mặc dù, Kiritsugu Emiya đã từng muốn trở thành một anh hùng - người có thể cứu vớt tất cả mọi người, bây giờ Kiritsugu đã từ lâu bị bỏ rơi lý tưởng này khi nhận ra rằng cứu vớt một người đi kèm cái giá của một cuộc sống khác. Vì vậy, đây là nguồn gốc nội tại của sự xung đột, cái mà Kiritsugu theo đuổi để loại bỏ do hữu hạn nguồn lực/khả năng. Vì lợi ích của nhân loại, Kiritsugu nhẫn tâm phá hủy mọi thứ và bất cứ ai đe dọa sự bình an của những người khác.
Tuy nhiên, Kiritsugu thấy chính mình bị xé rách rất sâu giữa tình yêu Kiritsugu đã tìm thấy cho gia đình mới của mình - Irisviel (vợ Kiritsugu) và Illya (con gái họ) - cùng những cái mà Kiritsugu phải làm để có được Chén Thánh (Holy Grail). Trong khi đó, địch thủ lớn nhất của Kiritsugu xuất hiện trong hình dáng của Kirei Kotomine, một nhân tài hiếm có của Giáo hội - một "Thừa Hành Giả" - người không thể tìm thấy bất kỳ ý nghĩa của bổn phận nào trong cuộc sống, không tìm thấy một niềm đam mê nào trong cuộc sống và đặt tầm nhìn của mình hướng về Kiritsugu giống như câu trả lời có thể cho sự trống rỗng Kirei Kotomine đang cảm thấy.
Cuộc Chiến lần IV không có gì khác cuộc chiến trước, ngoài sự xuất hiện của hai nhân vật đặc biệt. Hai người cùng e sợ và tò mò về sự tồn tại của đối phương, và định mệnh cũng xếp đặt để họ trở thành hai kẻ thù không khoan nhượng. Fate/Zero sẽ vén màn cuộc chiến 10 năm trước sự kiện trong Fate/Stay Night và Fate/Stay Night - Unlimited Blade Works cùng Fate/Stay night - Heaven's Feel. Một cuộc chiến thực sự gay go, quyết liệt và đẫm máu giữa các bậc đàn anh, cha chú của đám thiếu niên trong Fate/Stay Night và Fate/Stay Night - Unlimited Blade Works cùng Fate/Stay night - Heaven's Feel.

## Lịch sử
Cuộc Chiến Chén Thánh lần I (The Holy Grail War I): cuộc chiến đã kết thúc trước khi Chén Thánh kịp hoàn thành và cuộc triệu hồi Chén Thánh vẫn còn dang dở tại chùa Ryuudou trên núi Enzou..
Cuộc Chiến Chén Thánh lần II (The Holy Grail War II): Trong cuộc chiến lần này, địa điểm triệu hồi Chén Thánh được đặt tại dinh thự Tohsaka. Cuộc chiến cũng kết thúc mà không có kẻ chiến thắng, nó đã trở thành một cuộc thảm sát tàn khốc. Lúc này, nhiều sơ hở trong luật lệ cuộc chiến đã được tìm thấy.
Cuộc Chiến Chén Thánh lần III (The Holy Grail War III): Trong cuộc chiến lần này, địa điểm diễn ra tại Tòa Thị Chính Fuyuki - nơi ấy về sau đã trở thành trung tâm cư trú của Shinto, địa điểm triệu hồi Chén Thánh được bố trí tại Nhà thờ Fuyuki. Nhà Einzbern tận dụng sơ hở đó để triệu hồi class Avenger - một vị thần của "Bái Hỏa Giáo", vô tình làm vấy bẩn Chén Thánh. Từ đó trở về sau, các pháp sư có thể triệu tập các Anti-Hero hay Evil-Hero để tham gia trận chiến. Cuộc chiến lần này diễn ra đồng thời với cuộc tranh đoạt "Tiểu Chén Thánh" giữa quân đội Đế quốc Anh và Đức Quốc Xã.
Cuộc Chiến Chén Thánh lần IV (The Holy Grail War IV): cuộc chiến đen tối nhất trong lịch sử của tất cả các cuộc chiến khi có khoảng 500 người dân thường bị giết và 131 tòa nhà bị phá hủy. Kết thúc cuộc chiến với việc ba Master sống sót "một cách kỳ diệu" (Emiya Kiritsugu, Kotomine Kirie, Waver Velvet), (các cuộc chiến có một Master sống sót sau cùng) và một Servant được tái sinh.
Do cái kết của Cuộc Chiến Chén Thánh lần IV, Chén Thánh đã hoàn thành nhưng bị phá hủy, thiệt hại nhân mạng quá lớn (cũng là một nguồn cung ứng ma lực dồi dào) và lượng ma lực thu thập được từ cuộc chiến này vẫn chưa được sử dụng. Do đó, chỉ cần 10 năm để Chén Thánh chuẩn bị cho Cuộc Chiến Chén Thánh lần V.
Sự chuẩn bị của Emiya Kiritsugu sau cuộc chiến nhằm đảm bảo sẽ không có cuộc chiến Chén Thánh nào khác xảy ra. Tuy vậy, do sự cố bất thường nêu trên khiến Chén Thánh chỉ mất 10 năm để tạo ra cuộc chiến mới làm phá sản kế hoạch của Kiritsugu. Điều đó dẫn tới việc Kiritsugu chỉ có thể ngăn được Cuộc Chiến Chén Thánh lần VI. Thật sự như vậy, Emiya Shirou (con nuôi của Kiritsugu), trong Fate/Stay Night và Fate/Stay Night - Unlimited Blade Works cùng Fate/Stay night - Heaven's Feel đã phá hủy Chén Thánh. Cắt đứt khả năng xảy ra Cuộc Chiến Chén Thánh lần VI.
Phải mất khoảng một thập kỷ từ sau Cuộc Chiến Chén Thánh lần V, Waver Velvet El-Melloi II (Master Cuộc Chiến Chén Thánh lần IV) cùng với Rin Tohsaka (Master Cuộc Chiến Chén Thánh lần V) mới phong ấn hoàn toàn được Đại Chén Thánh (Great Grail), kết thúc vĩnh viễn cái gọi là Cuộc Chiến Chén Thánh.

## Cuộc Chiến Chén Thánh
Mỗi pháp sư hay còn được gọi là Master, sẽ tham chiến cùng một trong 7 Anh Linh tên gọi Servant, vốn là linh hồn của các anh hùng trong lịch sử. Những Anh Linh này có sức mạnh vượt xa phàm nhân và nắm giữ những Bảo Khí - những kỹ năng, hay những hiện vật đầy quyền năng. Dù có thể kích hoạt bằng cách gọi tên thật, nhưng Servant nhìn chung vẫn hạn chế sử dụng do Bảo Khí cũng sẽ để lộ danh tính và làm lộ điểm yếu của họ. Muốn triệu hồi một Servant cụ thể phải cần có chất xúc tác ví dụ như thánh vật, hay những quan điểm hoặc mong muốn liên quan tới Servant đó. Mỗi Masters chỉ được triệu hồi một trong 7 class Servants sau:  Saber, Archer, Lancer, Berserker, Rider, Assassin, và Caster.
Chén Thánh là thánh tích, nên chỉ có những thực thể như Servant mới có thể chạm vào. Vì vậy, các Master phải hợp tác với Servant để hạ gục hoặc thậm chí phải kết liễu đối thủ. Các Master có thể điều khiển Servant với 3 Lệnh Chú vốn do Chén Thánh cung cấp và được khắc lên tay của mỗi Master. Khi sử dụng "Lệnh Chú" đồng nghĩa với việc ra lệnh cho Servant một mệnh lệnh không thể thu hồi và Servant bắt buộc phải tuân theo. Trong trường hợp Master ban đầu chết, Servant có quyền được chọn Master khác để lập khế ước. Tương tự, nếu Servant của mình bị giết, Master có thể lập đồng minh với Servant khác, hoặc chạy trốn tới nơi của "giám sát viên" trung lập cho cuộc chiến theo truyền thống, là đặc phái viên từ Giáo hội Thánh Đường.

## Servant - Class

### Servant
Là linh hồn của những anh hùng được triệu hồi bởi Chén Thánh thông qua phép triệu hồi của pháp sư. Khi được triệu hồi, vị anh hùng đó lập tức trở thành Servant của pháp sư thông qua một khế ước đặc biệt gọi là Phong Ấn Chỉ Huy (Command Spell - Reijuu). Việc triệu hồi một Anh Linh là bất khả thi, kể cả có sức mạnh của Chén Thánh. Do đó Anh Linh sau khi triệu hồi được chia thành 7 Class.
Mỗi Anh Linh đều thuộc về 1 Class chính nào đó dựa trên hình mẫu trong quá khứ và một số Class phụ. Trong Fate/Zero, Arturia Pendragon, Diarmuid và Lancelot đều được mô tả trong quá khứ là một hiệp sĩ chiến đấu bằng kiếm nên có Class chính là Saber. Nhưng do Arturia đã được triệu hồi dưới class Saber nên Diarmuid sẽ chuyển sang một trong các Class phụ là Lancer do truyền thuyết về anh có đề cập đến cặp song thương. Còn Lancelot được gia tộc Matou thêm vào những câu chú đặc biệt khi triệu hồi nên được ấn định vào một Class phụ là Berserker.
Khi được triệu hồi, Servant sẽ được Chén Thánh nạp thông tin về thời đại, kỹ thuật, văn hóa, ngôn ngữ của nơi được triệu hồi. Điều này sẽ giúp cho Servant có thể giao tiếp được với Master và có thể ẩn mình một cách hiệu quả hơn khi xuất hiện ở khu vực không chiến, cũng như dễ thích nghi hơn khi chiến đấu, cụ thể qua một số ví dụ như:
+ Saber Arturia Pendragon có thể lái được cả máy bay thông qua Riding Skill nếu cần.
+ Lancelot có thể dùng cả súng máy.
+ Iskander biết mặc áo thun, quần jean và mua hàng qua mạng.
Dù vậy, Servant khi cần tiết kiệm ma lực có thể trở về dạng linh hồn nhằm giảm gánh nặng cho Master. Ở hình dạng này, Servant có thể đi xuyên qua những vật thể không chứa ma lực, vô hình với thế giới bên ngoài trừ Master của họ nhằm che giấu thân phận. Một số anh hùng đặc biệt rơi vào Class Assassin còn có khả năng che giấu hiện diện khi ở dạng linh hồn khiến cho ngoại trừ Master của họ; không ai, kể cả Servant có thể phát hiện ra sự hiện diện của họ dù họ đang ở gần đó. Khả năng này phù hợp để đi trinh sát.
Ngoài ra ở dạng linh hồn, họ không thể chạm vào bất cứ gì cũng như không có bất cứ gì có thể chạm được vào họ. Cho nên một Servant ở dạng linh hồn không thể tấn công một Servant khác đang thực thể và ngược lại. Tuy vậy ở trạng thái linh hồn, Servant có thể hút linh hồn của dân thường và chuyển hóa thành ma lực.
Khi hệ thống triệu hồi Servant mới thành lập, chỉ có những anh hùng có truyền thuyết chính nghĩa và tốt đẹp mới được triệu hồi. Tuy nhiên sau Cuộc Chiến Chén Thánh lần III, với sự xuất hiện lần đầu tiên của class Avenger thông qua sơ hở của luật lệ triệu hồi, những Anti-Heroe (phản anh hùng) hay Evil-Heroe (Những kẻ ác khét tiếng tới mức vào truyền thuyết giống như một anh hùng) cũng bắt đầu được triệu hồi theo.

### Class
Như đã nói ở phần trên, Anh Linh được triệu hồi sẽ được phân vào một trong 7 Class cơ bản bao gồm: Saber, Archer, Lancer, Rider, Caster, Berserker, Assassin. Theo Rin Tohsaka ở Fate/Stay Night - Unlimited Blade Works, 7 Class này có thể được thay đổi qua mỗi cuộc chiến. Điển hình bằng việc ở Cuộc Chiến Chén Thánh lần III, một Class nào đó trong 7 Class này đã được thay thế  bằng Class Avenger.
+ Saber: Là một trong 3 Class Hiệp Sĩ. Saber nổi tiếng với khả năng đánh cận chiến bằng kiếm và sự nhanh nhẹn, và là Class có khả năng chiến thắng cao nhất trong 7 Class. Ngoài ra Saber còn có khả năng đặc biệt là Riding Skill (nhưng không mạnh như Rider). Str: A, End: B, Ag: B, Man: C, Luk: D
+ Lancer: Là một trong 3 Class Hiệp Sĩ. Lancer nổi tiếng về sự nhanh nhẹn và khả năng cận chiến bằng thương, giáo. Có rất nhiều anh hùng sử dụng thương giáo trong lịch sử và truyền thuyết, tuy nhiên ở cả Fate/Zero, Fate/Stay Night và Fate/Stay Night - Unlimited Blade Works cùng Fate/Stay night - Heaven's Feel thì Lancer đều là anh hùng Ireland. Str: B, End: C, Ag: A, Man: D, Luk: E
+ Archer: Class còn lại trong 3 Class Hiệp Sĩ. Nổi tiếng với việc sử dụng những thứ vũ khí tầm xa như cung, nỏ hay súng. Là Class duy nhất có khả năng hành động độc lập. Khả năng này giúp cho Servant ít chịu ảnh hưởng bởi mệnh lệnh của Master, trừ phi nhận mệnh lệnh thông qua Phong Ấn Chỉ Huy và có thể sống sót mà không cần Master trong một khoảng thời gian dài hơn tất cả các Servant khác. Gilgamesh trong Fate/Zero đưa ta đến một định nghĩa mới về Archer khi sử dụng kiếm để phóng chứ không dùng cung nỏ và có khả năng hành động độc lập cao nhất trong tất cả các Anh Linh có khả năng vào Class Archer. Str: C, End: C, Ag: C, Man: E, Luk: E
+ Rider: Là Class vượt trội về sức mạnh của "Bảo Khí" và tốc độ. Sự vượt trội này chỉ áp dụng đối với những Bảo Khí là vật cưỡi và tốc độ khi đang sử dụng vật cưỡi đó. Khả năng đặc biệt của Rider là Riding Skill, giúp cho Rider có thể phát huy tối đa khả năng của vật cưỡi. Từ một thứ tầm thường như ngựa hay xe mô tô tới những con vật trong truyền thuyết như Unicorn hay Pegasus. Str: D, End: D, Ag: B, Man: C, Luk: E
+ Caster: Servant vượt trội về phép thuật cũng như lượng mana dự trữ của bản thân. Str: E, End: E, Ag: C, Man: A, Luk: B
+ Assassin: Servant nổi tiếng với khả năng che giấu hiện diện. Gần như vô hình khi vào trạng thái linh hồn. Một luật lệ đặt ra là Servant triệu hồi ở class Assassin phải là một anh hùng nằm trong 19 vị anh hùng đều mang tên Hassan I Sabbah trong Hội Sát Thủ khét tiếng mọi thời đại là hội Hashshashin thời Trung Cổ. Tuy nhiên Assassin được triệu hồi bởi Caster ở Fate/Stay Night và Fate/Stay Night - Unlimited Blade Works cùng Fate/Stay night - Heaven's Feel là một ngoại lệ vì Caster không phải là một pháp sư chính thống và Caster cũng không đủ khả năng để triệu một Servant thật sự. Str: D, End: D, Ag: B, Man: E, Luk: B
+ Berserker: Là những anh hùng truyền thuyết mà khi có sự hóa điên thì mới có thể triệu hồi vào class này. Là class đặc biệt có khả năng "Cuồng Hóa". Khi cuồng hóa mọi chỉ số cơ bản đều được tăng một bậc. Đổi lại khả năng này là Master hầu như không thể kiểm soát được Servant khi cuồng hóa, dẫn tới sai lầm chiến thuật và Master sẽ dễ bị tiêu diệt. Str: C, End: D, Ag: D, Man: E, Luk: E

## Fate/Zero và Bí Thuật ẩn giấu

### Holy Grail War
Là một cuộc tỉ thí sống còn với một hệ thống gồm 7 Master, mỗi Master sở hữu 1 Servant ở 1 Class khác nhau - vị chi là 7 Class - mà chỉ có cặp Master-Servant cuối cùng còn sống sót mới được quyền sở hữu Holy Grail, hay còn gọi là "Chén Thánh"

### Vòng Xoáy Căn nguyên, Lĩnh Ngộ và Xung đột hỗn mang
"Cuộc chiến Chén Thánh", được tạo ra bởi ông tổ của "Ngự Tam Khởi Thủy" - "Tam Đại Gia Tộc" pháp sư lớn có nguồn gốc lâu đời tại thành phố Fuyuki gồm: Justizia Lizleihi von Einzbern (cụ tổ nhà Einzbern), Tohsaka Nagato (cụ tổ nhà Tohsaka) và Makiri Zouken (cụ tổ nhà Matou, người duy nhất bằng một lý do gì đó vẫn còn sống đến tận Fate/Stay Night và Fate/Stay Night - Unlimited Blade Works cùng Fate/Stay night - Heaven's Feel) nhằm mượn sức mạnh của Chén Thánh để mở con đường đến Akasha, cội nguồn "Chạm đến Căn Nguyên" - "Vòng Xoáy Căn Nguyên".
Lúc này Hiệp Hội Pháp Sư và Giáo hội Thánh Đường vẫn còn đang mâu thuẫn gay gắt với nhau. Do đó để tránh liên đới đến hai tổ chức này, "Tam Đại Gia Tộc" lựa chọn thành phố Fuyuki - một vùng đất Viễn Đông làm nơi diễn ra nghi lễ linh thiêng mang tên "Cuộc Chiến Chén Thánh", với nhà Einzbern sẽ dùng thuật giả kim cung cấp vật chủ (nhiệm vụ thu thập ma lực) để gọi Chén Thánh. Nhà Tohsaka sẽ cung cấp Servant và chuẩn bị địa điểm tổ chức cuộc chiến. Nhà Matou sẽ cung cấp "Lệnh Chú" để các pháp sư có thể sai khiến các Servant.
Thực chất, chỉ có nhà Tohsaka muốn mượn sức mạnh của Chén Thánh để vào được Akasha. Còn nhà Einzbern và Matou muốn tranh giành Đệ Tam Ma Pháp - "Chiếc Cốc Thiên Đường", một thứ Ma Pháp siêu việt mà nhà Einzbern đã vô tình thất lạc.

### Thiết lập Hệ thống - Luật lệ
Để có thể gọi được Servant, Chén Thánh cần một khoảng thời gian là 60 năm để thu thập ma lực. Do đó luật đặt ra là cứ mỗi 60 năm thì diễn ra một Cuộc Chiến khi Chén Thánh báo hiệu đã đủ ma lực thông qua việc cấp các "Lệnh Chú" cho những pháp sư được chọn. Riêng "Cuộc Chiến Chén Thánh" lần V (sự kiện Fate/Stay Night và Fate/Stay Night - Unlimited Blade Works cùng Fate/Stay night - Heaven's Feel) là một cuộc chiến đặc biệt khi Chén Thánh chỉ mất 10 năm để thu thập ma lực.
Sẽ có 7 pháp sư "ngẫu nhiên" được chén thánh cảm thấy xứng đáng và chọn lựa để chỉ huy một trong 7 Class Servant cũng được triệu hồi "ngẫu nhiên" thông qua lệnh triệu hồi. Các Servant bị đánh bại sẽ biến mất và bị Chén Thánh thu thập. Khi Chén đã đầy, nguồn năng lượng vĩ đại đó sẽ được dùng để mở cánh cổng đi vào Akasha.

### Trick - Thủ pháp Ma Pháp
Tuy gọi là triệu hồi ngẫu nhiên, thực chất các pháp sư vẫn có thể lách được những luật này bằng một hệ thống luật triệu hồi mới bao gồm:
- Việc có thể quyết định vị Anh Linh được triệu hồi là Anh Linh nào bằng cách sử dụng một vật gì đó có quan hệ mật thiết với truyền thuyết của vị Anh Linh đó làm vật hiến tế. Ví dụ như bao kiếm Excalibur để gọi King Arthur, hay miếng da rắn hóa thạch để gọi Gilgamesh, hoặc mảnh vải trên chiếc áo choàng của Alexander.
- Class của Servant tùy thuộc vào bản chất của vị anh hùng đó. Và sẽ thay đổi nếu bị trùng. Tuy vậy, các pháp sư có thể thêm một số "Chú Lệnh" để ấn định Servant của mình vào class Berserker.
- Nếu triệu hồi theo luật ngẫu nhiên, Servant được gọi thường sẽ có tính cách, hoặc quá khứ có phần nào giống với Master của mình.

### The Holy Grail War - Hiệp hội Pháp Sư cùng Nhà thờ Giáo hội
Do trong việc lựa dọn các pháp sư tham dự cuộc chiến, Chén Thánh chọn ba pháp sư tiềm năng trong "Tam Đại Gia Tộc" Einzbern, Tohsaka và Matou trước, sau đó mới ngẫu nhiên đến các pháp sư tiềm năng và mong muốn có được Chén Thánh nằm ngoài "Tam Đại Gia Tộc" trên, điều này đã khiến Hiệp Hội Pháp Sư chú ý.
Cái kết của Cuộc Chiến Chén Thánh lần III quá tàn nhẫn nên Hiệp Hội đã đồng ý liên kết với Giáo hội Thánh Đường để gửi đến mỗi cuộc chiến một vị "giám sát viên" và Kotomine Kirei chính là vị giám sát viên đó trong Fate/Zero.
Tại Cuộc Chiến lần V, Bazett Fraga McRemitz được Hiệp Hội cử tới để phong ấn Chén Thánh nhưng thất bại.
Một phát hiện lý thú của Giáo hội khi phát hiện ra rằng, Chén Thánh tại Fuyuki là một Chén Thánh giả. Đó là lý do Giáo hội Thánh Đường đồng ý liên kết với Hiệp hội Pháp sư để theo dõi cuộc chiến diễn ra tại thành phố này.

## Master
Kiritsugu Emiya
Irisviel von Einzbern
Maiya Hisau
Maiya Hisau là trợ thủ đắc lực của Emiya Kiritsugu, một sát thủ máu lạnh cùng trình độ bắn tỉa siêu phàm. Maiya có tình cảm đặc biệt đối với Kiritsugu Emiya với một quá khứ không được tiết lộ rõ ràng. Cô có tính cách khá dửng dưng, hành động mang thiên hướng độc lập rất cao.
Kirei Kotomine
Đối thủ lớn nhất của Kiritsugu là Kotomine Kirei, là một Người Thừa Quyết (kẻ chuyên giết các pháp sư), một "Thừa Hành Giả" tinh nhuệ của Giáo hội. Kirei hầu như là kẻ vô cảm, kể cả trước cái chết của vợ mình cũng không hiểu thực sự mình có cảm giác gì. Là một kẻ không có bất cứ khát vọng hay mong muốn gì trong cuộc sống, Kirei cũng không hiểu được tại sao Chén Thánh lại lựa chọn mình làm Master. Kirei chỉ biết điên cuồng luyện tập và bằng mọi cách tiêu diệt được kẻ thù. Cũng như Kiritsugu, anh không định đấu pháp thuật với các pháp sư khác mà sử dụng vũ khí của mình là dao để kết liễu kẻ thù. Một kẻ có thiên hướng chơi đùa với sinh mạng kẻ khác và thích thú với sự đau khổ của họ. Servant mà Kirei triệu hồi được là Assassin - Hassan i Sabbah, thủ lĩnh tổ chức sát thủ Hashshashin huyền thoại. Assassin có khả năng phân thân nên có thể ở nhiều nơi cùng một lúc, cực kỳ thích hợp cho việc do thám và thu thập thông tin về các Master và Servant khác.
Tohsaka Tokiomi
Một pháp sư trưởng tộc thuộc dòng dõi gia tộc Tohsaka giàu có, kiêu ngạo và luôn tự hào vì dòng dõi pháp sư của mình. Một quý ông lạnh lùng, điềm tĩnh, không một chút mủi lòng hay sự khoan nhượng. Một master có sức mạnh áp đảo nhất trong Cuộc Chiến Chén Thánh lần IV, đã lập trận đồ phác thảo cho kế hoạch cuộc chiến từ rất lâu. Vì một dòng họ pháp sư chỉ được phép có một người kế thừa nên ông đã nhẫn tâm chia cắt hai chị em Rin và Sakura, đem cho Sakura cho dòng họ Matou (đây là nguyên nhân cho những đau khổ mà Sakura phải chịu sau này, đặc biệt trong Fate/Stay night - Heaven's Feel). Tokiomi gọi được Archer – Vua Gilgamesh trong thần thoại Babylon, một kẻ bạo chúa độc tài, cũng là một kẻ vô cùng kiêu ngạo, có thể nói là servant mạnh nhất trong Cuộc Chiến Chén Thánh lần này.
Matou Kariya
Nhiều năm trước, Matou Kariya đã từ bỏ thế giới của các pháp sư, nhưng khi biết gia tộc Matou không có người thừa kế nên đã lấy đi Sakura - con gái của Tokiomi và Zenjou Aoi (người phụ nữ mà anh yêu). Do đó, Matou Kariya đã trở lại và tình nguyện tham gia Holy Grail War với hy vọng chiến thắng để mang Sakura trở lại với mẹ và chị của cô bé. Nhiều năm không sử dụng pháp thuật, để trở lại Matou Kariya phải sử dụng "trùng độc" (tử trùng) để trợ giúp, và cũng biết rõ không thể sống sót sau Holy Grail War lần này, dù thắng hay thua. Berserker của Kariya là một kẻ bí ẩn luôn giấu mình trong bộ áo giáp, luôn bị dày vò vì lựa chọn giữa tình yêu và sự trung thành với đức vua của mình khi còn sống. Và vì bị triệu hồi thành class Berserker nên luôn luôn điên loạn, không nói được lời nào, đặc biệt là khi thấy Saber lại càng điên cuồng lao vào tấn công cô.
Kayneth Archibald 
Kayneth Archibald là một pháp sư rất mạnh đến từ Tháp Đồng hồ Luân Đôn, cùng vị hôn thê Sola-Ui tham gia cuộc chiến. Một master tràn đầy sự tự tin về sức mạnh ma pháp nội tại của bản thân, thiên hướng độc lập rất cao khi đối đầu trực diện với các pháp sư khác mà không cần sự hỗ trợ của servant. Master triệu hồi được Lancer - Diarmuid Ua Duibhne, một anh hùng có tinh thần hiệp sĩ giống Saber và rất trung thành với chủ nhân. Tuy nhiên Mystic face, một khả năng của Lancer gây cuốn hút đối với người khác giới làm cho Kayneth không tin tưởng, sợ anh ta quyến rũ vợ mình, đặc biệt là sau khi biết được về quá khứ của Lancer lúc còn sống.
Waver Velvet 
Cặp đôi thú vị nhất trong Fate/Zero này có lẽ là Waver Velvet và Alexander Đại Đế của Macedonia. Waver là một nhà giả kim thuật, một học sinh xuất sắc, luôn muốn chứng tỏ dòng tộc không nhất thiết quan trọng trong việc hình thành một pháp sư tài năng. Tuy nhiên, điều này bị giảng viên của cậu là huân tước Kayneth bác bỏ và mang cậu ta ra làm trò cười trước lớp, tức giận nên cậu đã lấy thánh vật của Kayneth và gọi ra Rider – Alexander và tham gia vào Holy Grail War đối đầu với người thầy. Trong cuộc chiến, Waver luôn cảm thấy mình vô dụng và cho rằng nếu Alexander được một pháp sư hùng mạnh hơn triệu hồi thì có lẽ khả năng thắng lợi đã cao hơn nhiều, nhưng ông đã không đồng ý với điều đó và dạy cậu phải biết tin tưởng vào bản thân mình.
Ryuunosuke
Ryuunosuke giết một gia đình pháp sư và tình cờ tìm được cách triệu hồi Anh Linh. Không có thánh vật của anh hùng nào nên Chén Thánh đã triệu hồi cho Ryuunosuke một servant có tính cách giống tính cách anh ta, cũng là một kẻ giết người và coi đó là nghệ thuật. Bộ đôi Master và Servant này dường như không mấy quan tâm đến Cuộc Chiến Chén Thánh lần IV.

## Servant
Saber
Cấp: Servant (Kiếm sĩ, đứng đầu trong 3 cấp Hiệp sĩ) 
Master: Kiritsugu Emiya
Mục tiêu: Saber chiến đấu trong Holy War với mục đích để thay đổi quá khứ của mình, vì cô muốn được làm lại cuộc đời và không phải làm vua (vua Arturia Pendragon bị con nuôi phản bội và 2 người giết lẫn nhau).
Bảo Khí: Thanh gươm Excalibur và vỏ kiếm Avalon.
Tiểu sử: Là Arturia Pendragon, vua nước Anh (vay mượn từ truyền thuyết vua Arturia Pendragon, nhưng đổi thành nữ). Saber là 1 Servant được đánh giá là có khả năng cận chiến cấp cao trong tất cả bảy servant.
King Arturia Pendragon, 1 vị vua huyền thoại của nước Anh khi chống lại sự xâm lược của người Saxon và các thế lực ma quỷ. Sống trong khoảng cuối thế kỷ V, đầu thế kỷ thứ VI. Tuy nhiên, vua Arthur có tồn tại hay không thì đến nay vẫn đang là một dấu hỏi và gây ra nhiều tranh cãi trong giới sử học, khoa học. Dù vậy, các cuốn sách Annales Cambriae, Historia Brittonum, và các ghi chép của tu sĩ Gildas. Tên vua Arthur cũng xuất hiện trong các tập thơ như Y Gododdin như là một minh chứng cho sự tồn tại của vua Arthur. Tương truyền rằng vào thế kỉ VI, sau khi vua Uther Pendragon mất, toàn bộ nước Anh rơi vào loạn lạc, các hiệp sĩ cắn xé lẫn nhau, tranh giành quyền lực và của cải. Trước tình hình đó, các pháp sư hoàng gia mới quyết định: "Ai rút được thanh gươm trên phiến đá trước nhà thờ sẽ được làm vua". Nhưng không có bất kì ai có thể rút thanh kiếm lên được cho đến một ngày có một thanh niên trẻ tên Arthur, con nuôi của hầu tước Ector sau khi bị anh trai mình sai về nhà lấy kiếm, vì quá lười không muốn về nên Arturia Pendragon rút tạm thanh kiếm trên phiến đá nhà thờ và đã bất ngờ trở thành vua của nước Anh.
Sau khi lên nắm quyền, để chứng tỏ mình là một đế vương hùng mạnh ông đã phải tranh đấu và hàng phục rất nhiều đế vương trong đó có đức vua Leodegrance xứ Cameliard. Sau đó ông đã cưới con gái của ông vua này là Guinevere và thành lập Hội Bàn tròn gồm 128 người trong đó 100 người là quan quân trong triều còn 28 người còn lại là các hiệp sĩ, hầu tước, trong 28 người hiệp sĩ thì trong đó nổi trội nhất là Hầu Tước Lancelot, Gawaine, Glahad, Percivale, Bors. Sau đó, vua Arthur cùng với các hiệp sĩ của mình đi tìm Chén Thánh nhưng họ đã phải trở về trắng tay sau một thời gian tìm kiếm. Phát hiện Lancelot và Guinevere đang âm thầm yêu nhau nên giữa Arturia Pendragon và Lancelot xảy ra mâu thuẫn. Cũng do mâu thuẫn này nên 2 bên đã đổ máu rất dữ dội và nhiều binh sĩ 2 bên bị thiệt mạng. Cuối cùng Lancelot đành phải bỏ trốn còn Guinevere thì trở về với Arturia Pendragon.
Một thời gian sau, Arturia Pendragon dẫn quân đi đánh quân La Mã thì tại quê nhà thì cháu của Arturia Pendragon hay 1 hiệp sĩ nào đó tên là Mordred nổi loạn và muốn soán ngôi nên Arturia Pendragon lập tức phải vội vã dẫn quân về nhà. Kết quả là Arturia Pendragon và Mordred đều tử trận. Sau khi mất, Arturia Pendragon được chôn cất ở 1 tu viện trên đảo Avalon.
Archer
Cấp: Servant (Cung thủ, đứng 2 trong 3 cấp Hiệp sĩ) 
Master: Tohsaka Tokiomi
Mục tiêu: Thứ mà Gilgamesh muốn có được chính là Saber. 
Bảo Khí: Gate of Babylon, chứa vô số Bảo Khí khác. 
Tiểu sử: Là nhân vật cùng tên được vay mượn từ truyền thuyết Babylon. Được gọi là "Vua Anh Hùng". Class của servant này là Archer. Đây là một Servant có khả năng đặc biệt là có rất nhiều Bảo Khí. Gilgamesh được xem là vị anh hùng cổ nhất trong lịch sử của vùng Lưỡng Hà vào khoảng năm 2700 TCN. Cha của Gilgamesh là vua Uruk tên là Lugalbanda và mẹ là nữ thần Rimat-Ninsun. Chính vì vậy mà cơ thể của Gilgamesh khi sinh ra mang tính chất nửa thần nửa người. Ông đã trị vì Uruk  của người Sumer sau khi cha ông mất. Ông là một bạo chúa sở hữu thiên tính cao, nhiều ghi chép ghi lại ông là bất khả chiến bại. Ông được mệnh danh là vua của các anh hùng và sở hữu tất cả mọi thứ trên thế giới. Cùng với Enkidu người bạn thân nhất của Gilgamesh, họ đã cùng nhau đạt được những chiến công hiển hách, để đáp ứng cho số phận của ông. 
Danh hiệu "Vua Anh Hùng" ở đây nói rằng ông là vua trên tất cả các anh hùng. Ông là anh hùng lâu đời nhất của nhân loại, nguồn gốc của các câu chuyện thần thoại, các anh hùng thần thoại. Nhiều anh hùng và câu chuyện thần thoại, truyền thuyết trên thế giới cũng sao chép từ ông mà ra. Mặc dù có rất nhiều vua (Vua của kỵ sĩ, Vua chinh phục,...) nhưng ông là người duy nhất được trời đất vinh danh với danh hiệu vua của tất cả các anh hùng.
Trong anime Fate Series, Gilgamesh được Tohsaka Tokiomi (cha của Tohsaka Rin) triệu hồi và xuất hiện dưới class Archer trong Cuộc Chiến Chén Thánh lần IV. Sau khi giành chiến thắng, Gilgamesh tiếp tục tham gia Cuộc Chiến Chén Thánh lần V diễn ra 10 năm sau đó (Fate/Stay Night và Fate/Stay Night - Unlimited Blade Works cùng Fate/Stay night - Heaven's Feel) nhằm tạo ra một thế giới mới nhưng thất bại.
Lancer
Cấp: Servant (Thương sĩ, đứng 3 trong 3 cấp Hiệp sĩ)
Master: huân tước Kayneth
Tiểu sử: Diarmuid là con trai của Donn và cũng là một trong những chiến binh đầu tiên của Fianna trong Cycle Fenian của thần thoại Ireland. Anh được biết đến như Diarmuid với nốt ruồi của tình yêu. Bất kì một người phụ nữ nào khi nhìn chằm chằm nốt ruồi duyên dáng này đều bị rơi vào tình yêu với anh ta. Nổi tiếng nhất là tình yêu với người con gái tên Grainne, vợ sắp cưới của đội trưởng của Fianna là Fionn mac Cummhaill trong truyền thuyết The Pursuit of Diamur. Trong truyền thuyết, thần Tuatha De Danaan của tình yêu và sự sáng tạo Aeghus OG là cha nuôi và cũng là người bảo hộ cho Diarmuid. Diarmuid là một chiến binh thiện chiến, được yêu mến và được sự đánh giá cao của Fianna. Anh đã tự tay một mình đánh bại 3400 binh sĩ trong một trận chiến bảo vệ Fionn và Fianna.
Trong cuộc tình với Grainne, cô đã bị rơi vào tình yêu với anh ngay tại bữa tiệc đám cưới của cô với Fionn và cả hai đã cùng bỏ trốn ngay sau đó. Fionn phát hiện và truy lùng đuổi theo không ngừng nghỉ. Trong cuộc truy đuổi tất nhiên là hai bên cũng đã xảy ra xô xát và máu cũng đã đổ, nhưng sau khi nhận thấy tình yêu quá mãnh liệt của hai người họ Fionn đã đành phải buông xuôi, thậm chí Fionn còn chấp nhận cuộc hôn nhân của họ, cấp đất, ban tước vị như một sự chào mừng trở lại đối với Diarmuid và Grainne. Ít lâu sau, trong một cuộc đi săn cùng với Fionn, Diarmuid đã bị trọng thương khi lãnh phải những chiếc răng nanh của một con lợn rừng, Fionn quyết định đi lấy nước từ một con suối thần để chữa lành vết thương cho anh. Con suối cũng không quá xa, chỉ cần vài bước là tới nơi nhưng với sự hận thù, ghen tuông trong tình yêu của Diarmuid và Grainne, ông đã cố tình làm đổ nước đến hai lần. Trong lần đi múc nước lần thứ ba, Diarmuid đã qua đời do vết thương quá nặng. Câu chuyện về mối tình bi thảm của anh và Grainne sau này cũng trở thành mô hình cho câu chuyện của Lancelot và Guinevere.
Trong Fate/Zero, Diarmuid là servant thuộc class Lancer được Keyneth triệu hồi nhằm thay thế cho Rider (Alexander The Great) bị Waver Velvet ăn cắp vật trung gian tại Cuộc Chiến Chén Thánh lần IV. Một servant có ngoại hình rất điển trai, giành được cảm tình của phái nữ ở bất kể nơi nào, thậm chí ngay cả nơi chiến trường ác liệt. Việc đặt lòng tin sai chỗ với những master của chính anh, đồng thời không thể hiểu được chuyện xảy ra giữa Kayneth và vợ chưa cưới của ông ta, Lancer thất bại trong việc làm vừa lòng Kayneth khiến ông ta luôn tức giận rồi phỉ báng Lancer về tính nghĩa hiệp, tinh thần hiệp sĩ. Trong cuộc chiến này, anh là servant bị chết một cách đáng tiếc khi phải tự sát bằng cách đâm ngọn thương vào chính mình khi nhận lệnh này từ chính master của mình.
Berserker
Cấp: Servant  
Master: Matou Kariya
Mục tiêu: Lancelot đã chấp thuận lời mong ước của Arturia, người đã từng xử Lancelot cho những hành động của mình, giờ mong được tha thứ. 
Bảo Khí: thanh kiếm Arondight, khẩu Submachine Gun. 
Tiểu sử: Sự bỏ bùa mê trong lai lịch, làm không thể biết được danh tính thật về tên cũng như Noble Phantasm, ngoại trừ thanh kiếm Arondight. Danh tính thật của Berserker là Lancelot of the Lake (vì được Lady in the Lake nuôi dưỡng, sau gia nhập quân đoàn của King Arthur) được biết trong Volume cuối của Fate/Zero. Cho đến khi tiết lộ danh tính, Berserker được gọi dưới tên Black Knight. Gender: Male, Height: 191 cm, Weight: 81 kg. Còn được gọi là Knight of the Lake (Hiệp sĩ của Lake). Ông là một trong số các hiệp sĩ bàn tròn và đã từng rất trung thành với vua Arthur. Mọi chuyện bắt đầu xấu đi khi Lancelot có tình yêu với nữ hoàng Artoria, Guinevere. Berserker là một nhân vật trong Fate/Zero, là Servant của Matou Kariya trong kì Holy Grail War lần IV. Berserker được biết với 3 Noble Phantasm. Ông còn là một servant của các nhân vật chính trong Fate/ Grand Order.  
Ông ban đầu sống và lớn lên tại Pháp, khi nghe những lời đồn đại về vị vua của nước Anh, ông đã nghĩ rằng King of Knights ở Anh chỉ là một chuyện hư cấu. Ông bắt đầu so sánh mình với Danh sách quân chủ Anh và quyết định đến xứ sở sương mù để được tận mắt thấy vị vua huyền thoại này. Sau khi đến Anh và gặp được Ngài, trải qua một số chuyện thì suy nghĩ của ông về vua Arthur dần thay đổi. Lancelot được chiến đấu cùng với vua và trở thành một hiệp sĩ trong hội bàn tròn. Ông đã có nhiều thành tích nổi tiếng, trong đó có một lần giấu tên và ngụy trang vào trường đua ngựa để thi đấu vì danh dự của một người bạn. Ngay cả sau khi bị rơi vào một cái bẫy đối mặt với kẻ địch đang dùng vũ khí chỉ với hai bàn tay trần nhưng bằng tất cả những kĩ năng chiến đấu điêu luyện của mình ông đã dành chiến thắng chỉ với một nhánh cây du.
Khủng hoảng
Lancelot là một hiệp sĩ rất giỏi thế nhưng kể từ lúc bắt đầu cuộc tình với Guinevere thì mọi chuyện cũng trở nên xấu đi sau khi bị Arthur phát hiện. Chỗ đứng của ông trong hội bàn tròn dần bị suy giảm, sự việc ngày càng trở nên nghiêm trọng hơn. Một cuộc nội chiến đã nổ ra, nước Anh bị chia rẽ và bị chìm trong ngọn lửa chiến tranh. Lancelot liên tục bị vua Arthur truy đuổi. Cuối cùng, Guinevere cũng phải trở về với Arthur còn Lancelot cũng biệt tăm từ đây.
Khi Lancelot và hoàng hậu bắt đầu lo sợ, họ trốn khỏi Camelot (lâu đài của Arthur), nhưng Arthur ngăn lại vì trách nhiệm của mình. Khi những đối thủ chính trị của nhà vua tạo sức ép, Guinevere phải bị xử tử.Trong sự lựa chọn, Lancelot quyết định giải cứu Guinevere, và đã giết nhiều hiệp sĩ khác trong cuộc giải cứu. Lancelot, một người được xem là một hiệp sĩ xuất sắc, còn Guinevere, người hoàng hậu đã phản bội lại trách nhiệm của mình, còn Arthur, vị vua đã tự trách mình về nỗi đau của vị hiệp sĩ trung thành kia, tất cả trở thành một thảm kịch.
Vai trò (Role):
Trong Holy Grail War IV, được triệu hồi bởi Kariya, nhưng Matou Zouken, cho rằng Kariya vẫn không là một pháp sư toàn diện, đã bắt anh phải thêm vào những câu phép và có được Servant có sức mạnh nhất trong 7 class, Servant of Mad Enhancement - Berserker.
Trong trận chiến đầu tiên, Lancer đã làm Saber trọng thương cánh tay với Gáe Buidhe, nhưng sau đó trận chiến bị gián đoạn bởi Iskander. Trong sự hỗn loạn đó, Archer lẫn Berserker đồng loạt xuất hiện và thêm một trận chiến nữa. Gate of Babylon của Archer phóng ra vũ khí đều bị Berserker chụp lấy vào dùng như Noble Phantasm của mình và đánh trả, nhưng Archer không đánh mà phải rút lui theo lệnh của Master mình. Lúc này Kariya ko thể kiểm soát Berserker và bỗng dưng hắn xông vào tấn công Saber, bị Lancer cản nhưng sau đó Master Lancer cũng bắt Lancer tấn công Saber. Iskander tấn công Berserker xong và ép Master Lancer rút đi. 
Trận chiến tiếp của Berserker với Caster, Berserker chiếm 1 chiếc F-15 và biến thành Noble Phantasm của mình, và chiến đấu với Archer. Nhưng sau khi thấy Saber, Berserker chuyển sang tấn công Saber mà không thèm để ý Archer, cuối cùng hắn tấn công và tiêu diệt từ sau. Kariya trong trận chiến này giống như đã thất bại trước Tohsaka Tokiomi.
Berserker trong lần tiếp theo được lệnh bắt cóc Irisviel von Einzbern, để kết thúc sự mặc cả của Kariya với Kirei. Hắn sử dụng khả năng của mình để biến thành Rider, sau đó dụ Saber và Master Iri đến, song sau đó Saber chiến đấu với Rider thật, còn Iri bị Berserker đưa tới Kariya.
Trong ngày chiến cuối cùng của Holy Grail War IV, Berserker tấn công Saber với khẩu Submachine Gun như Noble Phantasm. Saber tránh được và đánh vào bộ giáp của Berserker, nhưng đòn đánh ngừng lại khi Berserker khéo léo chụp lấy lưỡi gươm Invisible Air. Saber nhận ra rằng người này phải biết hình dạng của Excalibur để thấy được chiều dài của nó dù nó đang tàng hình, và chắc phải biết nhau khi còn sống. Saber nhận ra đó là Lancelot khi Berserker sử dụng thanh gươm Arondight của mình, và khi chiếc mũ sắt bật ra, người bạn cũ của Saber, và là hiệp sĩ vĩ đại nhất - Lancelot of the Lake.
Những ảo mộng về ngày xưa hiện lại với sự suy sụp của Saber, mất hết ý chí để chiến đấu và bị tấn công mãnh liệt bởi Lancelot lúc này đã điên loạn. Trong đòn đánh cuối cùng mà sẽ kết thúc Saber, Master của Lancelot, Kariya, lúc này đã cạn kiệt nguồn ma thuật bởi bọn trùng và không còn sức để cung cấp mana cho Berserker. 
Trong tình thế đó, Saber chém một nhát đánh làm trọng thương Berserker đang gục ngã. Rồi giọt nước mắt của Saber cùng với những lời nói của cô, rằng khi có được Holy Grail, cô sẽ sửa lại những lỗi lầm trong quá khứ, kể cả cái chết của Lancelot. Thu hồi lại sự tỉnh táo của mình, Lancelot đã chấp thuận lời mong ước của Arthur, người đã từng xử Lancelot cho những hành động của mình, giờ mong được tha thứ. Thay vào đó, sự tha thứ của Saber càng không thể để Lancelot có thể tha thứ cho chính bản thân mình. Lancelot trong vòng tay của Saber, từ từ tan biến.
Rider
Cấp: Servant (Kỵ sĩ) 
Master: Waver Velvet 
Tiểu sử: Alexander Đại Đế 
Alexander III (20/7/356 TCN – 10/6/323 TCN) là vị vua thứ 14 của nhà Argead, vương quốc Macedonia. Alexander Đại Đế là con trai của vua Philipos II của Macedonia và người vợ thứ tư, công chúa Olympias xứ Ipiros. Thông qua vị vua khai quốc Macedonia là Karanos, Alexander là hậu duệ của anh hùng Heracles. Bên họ mẹ ông, Alexander là con cháu của Aeacides thông qua anh hùng Neoptolemus. Thông qua mẹ ông, Alexander là anh họ thứ hai của một vị vua - chiến binh lỗi lạc khác là Pyrros - quốc vương xứ Ipiros. Trong suốt triều đại của ông thì ông ít dành thời gian cho việc trị quốc tại quê nhà Macedonia mà thay vào đó ông chủ yếu dành thời gian cho các cuộc chinh phạt. Ông được xem là vị tướng thành công nhất trong lịch sử khi viễn chinh thành công tại nhiều nơi, là một trong những chiến lược gia về quân sự vĩ đại nhất trong lịch sử.
Sau khi thống nhất các thành bang Hy Lạp cổ đại dưới sự cai trị của vua cha Philipos II, Alexander chinh phục Đế chế Ba Tư, bao gồm cả Tiểu Á, Syria, Phoenicia, Gaza, Ai Cập, Bactria và Lưỡng Hà và mở rộng biên cương đế chế của ông đến xa tận Punjab thuộc Ấn Độ ngày nay. Chiến thắng của ông trước quân Ba Tư trong trận Gaugamela - chiến thắng quyết định thứ ba của ông trước vua Ba Tư Darius III - được xem là chiến công hiển hách nhất trong thời kỳ cổ đại; không những thế ông còn đánh tan tác người Scythia - một dân tộc bách chiến bách thắng thời bấy giờ. Alexander thực hiện một chính sách hòa hợp: ông đưa cả những người ngoại quốc (không phải người Hy Lạp hay người Macedonia) vào chính quyền và cả quân đội của mình, ông khuyến khích hôn nhân giữa các tướng sĩ của mình với người nước ngoài và chính ông cũng lấy vợ ngoại quốc.
Sau mười hai năm liên tục cầm quân đánh đâu thắng đó, vua Alexander Đại Đế qua đời do bệnh nặng. Sau khi ông qua đời, những cuộc chinh phạt của ông đã là nguồn cảm hứng của một truyền thống văn học mà trong đó ông xuất hiện như là một anh hùng huyền thoại theo truyền thống của Achilles (Asin) năm xưa. Không những vị vua trẻ tuổi này trở thành nhà chinh phạt xuất sắc nhất của Hy Lạp cổ điển, ông còn là một vị anh hùng trong truyền thống Hồi giáo, người Ả Rập gọi ông là Iskandar, bản thân ông cũng sống trong lịch sử và trong các truyền thuyết của các nền văn hóa Hy Lạp và không Hy Lạp.
Mục tiêu: Trong Fate/Zero Alexander Đại Đế được triệu hồi bởi Waver Velvet dưới class Rider để đối đầu với 6 servant khác trong Cuộc Chiến Chén Thánh lần IV. Rider chinh phục người xem bằng tính khí hào sảng, khẳng khái tới mức người ta nghĩ ông là tên khùng. Nhưng lúc buổi đàm đạo giữa 3 vị vua diễn ra, khi Rider hiển uy, người ta mới giật mình. Rider là một người nhìn xa trông rộng, đã làm là không hối tiếc. Ông chấp nhận quy luật của thời gian, bất cứ triều đại nào rồi cũng sẽ sụp đổ, nhưng hãy để những gì ta làm hôm nay được đời sau nhắc đến. Đến phút cuối cùng, Rider vẫn không hề hối hận những gì đã qua. Nụ cười nhạt của ông trong suốt trận chiến với Gilgamesh đã thể hiện điều đó. Rider cùng với Saber là một trong những nhân vật được yêu thích trong Fate/Zero. Ông là một chiến binh dũng mãnh có thân hình đồ sộ cùng với tính cách vui vẻ và tự tin, một vị vua kiêu hùng, và là người có hoài bão chinh phục thế giới.
Ngoài ra, Rider còn là một trong số ít những người nhận được sự tôn trọng từ Gilgamesh. Mới đầu, Gilgamesh còn xem Rider là tạp chủng, thế mà trận chiến sau cùng, Gilgamesh đã thay đổi thái độ hoàn toàn. Sẵn sàng cùng Rider uống chén rượu cuối cùng, sẵn sàng được chiến đấu lại với Rider nếu còn lần sau. Nghịch lý thay, Rider lại không tìm ra được ước mơ cuộc đời của mình. Đến khi bị Ea đâm xuyên người, ông mới nhận ra tiếng sóng biển Okeanos chính là tiếng nhịp tim đập mạnh. "Giây phút ta được sống hết mình cũng là giây phút ta được nghe tiếng sóng Okeanos..."
Caster
Cấp: Servant (Phù thủy) 
Master: Ryuunosuke 
Gilles de Rais aka Bluebeard (Râu Xanh), một kẻ đã bị kết án treo cổ trong lịch sử Pháp, nhưng do Chén Thánh đã có vấn đề từ Cuộc Chiến Chén Thánh lần III nên đã vô tình triệu hồi kẻ điên loạn này. 
Tiểu sử: Caster của Fate/Zero có tên thật là Gilles de Rais, là một nhà quý tộc Pháp ở thế kỷ thứ XV. Ông tham gia Chiến tranh Trăm Năm với tư cách là một nguyên soái và là một người bạn thân thiết của Joan of Arc (Jeann – class Ruler). Ông và Joan được tôn vinh như một Đấng Cứu Thế và anh hùng dân tộc của Vua Charles VII nước Pháp. Trong thời gian sống, ông rất mến mộ Joan và khi cô qua đời thì đây cũng là lúc ông bị suy sụp hoàn toàn, niềm tin của ông vào Thiên Chúa Giáo hoàn toàn tan biến, ông đối xử với người dân sống trong lãnh địa của ông rất tàn bạo và trở thành một kẻ giết và hãm hiếp trẻ em hàng loạt. Đó cũng là điều rất phổ biến trong thời kỳ đó, các quý tộc coi thường nhân dân và cai trị một cách khủng khiếp, họ bị đối xử còn thua cả những con vật. 
Trở lại, Gilles bắt đầu tiếp xúc với ma thuật thông qua một người tên là Francois Prelati (tạm gọi là Franco). Cùng với Franco, Gilles cũng đã tham gia rất nhiều các nghi lễ giả kim thuật, triệu hồi ác quỷ nhưng chỉ trong vai trò là một người hỗ trợ nghi thức duy nhất, Franco mới là người đứng đầu. Không may, sau khi tài sản của Gilles tăng đột biến, vượt quá mức của một công tước Brittany tại thời điểm đó và thậm chí trở thành một mối đe dọa đối với nhà vua. Ông đã bị kết án tử hình và bị xử tử vì tội ác của mình như là một cái cớ để chiếm đoạt lấy tài sản của ông. Sau khi chết, linh hồn ông bị gỡ bỏ khỏi vòng luân hồi và lưu trữ trong "Anh Linh Tọa", nơi ông tồn tại nhưng không phải là một tinh thần anh hùng. "Bluebeard" là tên một nhân vật hư cấu dựa trên Gilles và đã trở thành biểu tượng của sự sợ hãi.
Trong Fate/Zero, ông là một servant được triệu hồi dưới class Caster, master của ông là Ryuunosuke Uryuu trong Cuộc Chiến Chén Thánh lần IV và cũng là servant của một nhân vật chính khác trong Fate/ Grand Order. Ông ta cực kì thích thú với việc giết hại và tra tấn con người, hứng thú tìm ra những cách thức giết người mới nhằm thỏa mãn sở thích. Gilles de Rais có khả năng gieo rắc vào tâm trí đối thủ nỗi sợ hãi bằng nhiều thủ đoạn nham hiểm. Bộ đôi Master và Servant này dường như không mấy quan tâm đến Cuộc Chiến Chén Thánh lần IV.
Assassin
Cấp: Assassin(Sát thủ) 
Master: Kirei Kotomine
Tiểu sử: Hassan-i-Sabbah (1050 -1124), là một nhà truyền giáo của nhà nước Nizari Ismaili (tập hợp từ những người theo đạo Hồi được hình thành từ nhánh Hồi giáo dòng Shia), ông chịu ảnh hưởng tư tưởng từ Thần học Hồi giáo, luật học Hồi giáo, luật Hồi giáo. Ông đã làm thay đổi cuộc sống của một cộng đồng tại trung tâm khu vực núi Alborz phía bắc Ba Tư (thuộc Iran ngày nay) ở cuối thế kỷ XI. Sau đó, ông chuyển đến Alamut (là một pháo đài núi nằm ở Alamut, miền nam Caspian, tỉnh Daylam gần Rudbar, Iran) và biến nơi này thành trụ sở cho một cuộc nổi loạn chống lại người Ba Tư đang được cai trị bởi triều đại Seijuk Turks. Ông thành lập, kiêm thủ lĩnh một nhóm Fedayeen ("Fedayeen" có nghĩa là sự hi sinh. Điều này được hiểu như sẵn sàng hi sinh vì Chúa) mà các thành viên thường được gọi tắt là Hashshashin hay còn gọi là Assassin. Nhóm đã tiến hành nhiều cuộc đấu tranh vũ trang chống lại mọi hình thức nô lệ. 
Các yêu cầu đối với việc trở thành một sát thủ là giấu tên và không trở thành Heroes Spirit, do đó chỉ có Hassan-i-Sabbah là được biết đến trong lịch sử. Các Assassin được triệu tập vào vị trí của những kẻ giết người vô danh và dĩ nhiên tất cả bọn họ đều giấu mặt và giấu tên.

## Truyền thông

### Light novel
Fate / Zero bắt đầu như là một serie light novel được viết bởi Gen Urobuchi với hình minh họa bởi Takashi Takeuchi. Bộ light novel được thiết lập như một prequel (tiền truyện) của visual novel Fate/stay night của Type-Moon. Tập đầu tiên phát hành vào 12/12/2006 và tập thứ tư, cũng là tập cuối được phát hành vào 29/12/2007.

### Drama CD
Bốn bộ Drama CDs phát hành từ năm 2008 đến 2010. Một soundtrack với tiêu đề Return to Zero phát hành vào ngày 31/12/2007.
Sau phát sóng của anime chuyển thể, thì khi đó luôn có một Drama CDs ở mỗi hộp phim anime được viết bởi Gen Urobuchi phát hành 2011-2012.

### Anime
Giải thưởng đạt được năm 2012:
+Best Anime Overall
+Best story
+Best fantasy
+Best Opening/Ending
+Best Animation/Artwork
Phát hành 2011 của tạp chí Type-Moon Ace thông báo việc một anime chuyển thể của Fate/Zero đã được bật đèn xanh cho sản xuất. Dự án được sản xuất bởi studio Ufotable và phát sóng vào 10/2011. Đây là lần thứ ba sản xuất anime trong series Fate, tiếp chuyển thể 24 episode năm 2006 và phim năm 2010 Unlimited Blade Works. Nico Nico Douga và Aniplex đồng thời phát truyền hình Fate/Zero trên toàn cầu với 8 ngôn ngữ khác nhau, bao gồm Hàn Quốc, Trung Quốc (truyền thống và giản thể), Anh, Pháp, Đức, Italia và Tây Ban Nha.
Bộ anime ban đầu dự kiến sẽ chạy liên tục tất cả các tập phim, nhưng sau đó cho dừng nghỉ giữa mùa tập 13 và 14 để cho animation tốt hơn. Mùa đầu tiên khởi chiếu từ 1/10/2011 đến 24/12/2011 và mùa thứ hai khởi chiếu từ 7/4//2012 đến 23/06/2012. Trong nửa đầu, bài hát mở đầu (opening theme) là "oath sign" bởi ca sĩ LiSA trong khi bài hát chủ đề cuối phim (ending theme) là "Memoria" hát bởi ca sĩ Eir Aoi. Trong phần thứ hai, bài hát mở đầu (opening theme) là "to the beginning" bởi ban nhạc Kalafina trong khi bài hát chủ đề cuối phim (ending theme) là  "Up On the Sky, The Wind Sings" (空は高く風は歌う Sora wa Takaku Kaze wa Utau?) hát bởi ca sĩ Luna Haruna. Bài hát chủ đề cho tập 18-19 là "Perfect Sky" (満天 Manten?) hát bởi ban nhạc Kalafina. Series anime được cấp phép ở Bắc Mỹ bởi Aniplex of America và chiếu bản lồng tiếng Anh được giới thiệu trên dịch vụ Neon Alley của VIZ Media  vào 04/2013.

### Manga
Cùng với việc sản xuất anime, một manga chuyển thể của Fate/Zero bắt đầu tuần tự vào số báo tháng 2/2011 Young Ace. Series manga được minh họa bởi Shinjirō.

### Other
Một artbook mang tên Fate/Zero được phát hành vào ngày 08/08/2008. Xuất bản bởi Type-Moon, cuốn sách chứa một trình biên dịch của phát hành và nét vẽ quảng bá từ novel, thông tin chi tiết nhân vật và các phần ghi nhớ, và một số miêu tả chung của cốt truyện light novel. Hai videogame chuyển thể cho smartphone là Fate/Zero The Adventure và Fate/Zero Next Encounter được phát hành tại Nhật Bản.

## Đón nhận
Tại Nhật Bản: Fate/Zero chiến thắng tại giải thưởng anime Newtype vào năm 2012, nó được bầu chọn cho hạng mục bộ phim tốt nhất của năm. Rider được xếp hạng là nhân vật nam tuyệt vời nhất, trong khi đó Saber được xếp vị trí thứ hai cho hạng mục nhân vật nữ tuyệt vời nhất.
+ Ở thị trường Bắc Mỹ
+ Ở Việt Nam